# Nederlandse kampioenschappen schaatsen afstanden 2017 - 3000 meter vrouwen
De 3000 meter vrouwen op de Nederlandse kampioenschappen schaatsen afstanden 2017 werd gereden in december 2016, in ijsstadion Thialf te Heerenveen. Er namen 16 schaatssters deel.
Ireen Wüst was titelverdedigster na haar zege tijdens de NK afstanden 2017. Zij wist haar titel te prolongeren.

## Uitslag
| #      | Schaatser              | tijd    |
| ------ | ---------------------- | ------- |
| Goud   | Ireen Wüst             | 4.02,31 |
| Zilver | Antoinette de Jong     | 4.02,76 |
| Brons  | Yvonne Nauta           | 4.04,50 |
| 4      | Carlijn Achtereekte    | 4.04,81 |
| 5      | Marije Joling          | 4.05,99 |
| 6      | Irene Schouten         | 4.06,54 |
| 7      | Annouk van der Weijden | 4.06,72 |
| 8      | Melissa Wijfje         | 4.08,15 |
| 9      | Esmee Visser           | 4.08,60 |
| 10     | Linda de Vries         | 4.09,15 |
| 11     | Jorien Voorhuis        | 4.11,31 |
| 12     | Reina Anema            | 4.11,96 |
| 13     | Lisa van der Geest     | 4.12,71 |
| 14     | Jade van der Molen     | 4.17,05 |
| 15     | Imke Vormeer           | 4.17,09 |
| 16     | Esther Kiel            | 4.17,20 |